# Campeonato Brasileiro Série A 2017
Die Campeonato Brasileiro Série A 2017 war die 61. Spielzeit der höchsten brasilianischen Fußballliga, der Série A.

## Saisonverlauf
Die Saison 2017 der Série A fand vom 13. Mai bis 3. Dezember desselben Jahres statt. Die Meisterschaft wurde im Ligamodus mit Hin- und Rückspiel jeder gegen jeden ausgetragen. Am Ende der Saison stiegen die Mannschaften auf den Plätzen 17 bis 20 in die Série B 2018 ab. Am 35. Spieltag wurde der SC Corinthians aus São Paulo Meister. Es war der siebte Titelgewinn des Klubs.
Während der Länderspiele im Rahmen des FIFA-Konföderationen-Pokals 2017 fand keine Unterbrechung des Spielbetriebs statt.
Bereits nach dem zweiten Spieltag erfolgten die ersten zwei Trainerentlassungen von insgesamt 22.
Qualifikation für internationale Wettbewerbe
Aus der Brasilianischen Liga qualifizierten sich die besten sechs Klubs aus der Liga plus der Pokalsieger für die Copa Libertadores 2018. Die Plätze sieben bis zwölf nahmen an der Copa Sudamericana 2018 teil. Durch den Gewinn der Copa Libertadores 2017 durch Grêmio Porto Alegre wurde dem Verband ein weiterer Startplatz in der Libertadores 2018 zugesprochen.
Ausschreitung
Nachdem bereits im Zuge der Staatsmeisterschaft von Rio de Janeiro 2017 beim Spiel zwischen dem Botafogo FR und Flamengo Rio de Janeiro eine Person erschossen worden war, ereignete sich am 12. Spieltag der Meisterschaft erneut ein tödlicher Zwischenfall: Vor der Partie zwischen dem CR Vasco da Gama und wiederum Flamengo Rio de Janeiro, wurde David Rocha Lopes (26), ein Anhänger Vasco da Gamas, durch zwei Schüsse in die Brust tödlich verletzt. Gemäß einem Bericht, inkl. der Veröffentlichung von Videoaufnahmen von O Globo, starb Lopes nicht vor, sondern nach dem Spiel. Dem Bericht zufolge wurde gemutmaßt, dass Lopes nicht von Flamengo-Fans erschossen worden ist, sondern von einem Militärpolizisten.
Nachdem Vasco die Partie gegen den Lokalrivalen mit 0:1 verloren hatte, eskalierte die bereits während des Spiels angespannte Situation. Es kam zu massiven Ausschreitungen seitens der Fans von Vasco. Die Spieler des Klubs sowie deren Angehörige mussten zunächst in den Kabinen bleiben, bis die Militärpolizei die Lage im Griff hatte.
Am selben Tag kam es auch in Rio de Janeiro zu Auseinandersetzungen zwischen Fans des Botafogo FR und Atlético Mineiro. Das Aufeinandertreffen von rivalisierenden Fans, bei welchem ein Botafogo-Fan am Kopf verletzt wurde, wurde von der Militärpolizei unterbrochen.

## Tabelle
Bei Punktgleichheit in der Tabelle ergeben folgende Kriterien die Platzierung:
1. Anzahl Siege
2. Tordifferenz
3. Anzahl erzielter Tore
4. Direkter Vergleich
5. Anzahl Rote Karten
6. Anzahl Gelbe Karten
7. Auslosung

| Pl. | Verein                  | Sp. | S  | U  | N  | Tore    | Diff. | Punkte |
| --- | ----------------------- | --- | -- | -- | -- | ------- | ----- | ------ |
| 1.  | Corinthians             | 38  | 21 | 9  | 8  | 050:300 | +20   | 72     |
| 2.  | Palmeiras (M)           | 38  | 19 | 6  | 13 | 061:450 | +16   | 63     |
| 3.  | Santos                  | 38  | 17 | 12 | 9  | 042:320 | +10   | 63     |
| 4.  | Grêmio FBPA             | 38  | 18 | 8  | 12 | 055:360 | +19   | 62     |
| 5.  | Cruzeiro EC             | 38  | 15 | 12 | 11 | 047:390 | +8    | 57     |
| 6.  | Flamengo                | 38  | 15 | 11 | 12 | 049:380 | +11   | 56     |
| 7.  | Vasco (N)               | 38  | 15 | 11 | 12 | 040:470 | −7    | 56     |
| 8.  | Chapecoense             | 38  | 15 | 9  | 14 | 047:490 | −2    | 54     |
| 9.  | Atlético Mineiro        | 38  | 14 | 12 | 12 | 052:490 | +3    | 54     |
| 10. | Botafogo FR             | 38  | 14 | 11 | 13 | 045:420 | +3    | 53     |
| 11. | Athletico Paranaense    | 38  | 14 | 9  | 15 | 045:430 | +2    | 51     |
| 12. | Bahia (N)               | 38  | 13 | 11 | 14 | 050:480 | +2    | 50     |
| 13. | São Paulo               | 38  | 13 | 11 | 14 | 048:490 | −1    | 50     |
| 14. | Fluminense              | 38  | 11 | 13 | 14 | 050:530 | −3    | 46     |
| 15. | Sport Recife            | 38  | 12 | 9  | 17 | 046:580 | −12   | 45     |
| 16. | Vitória                 | 38  | 11 | 10 | 17 | 050:580 | −8    | 43     |
| 17. | Coritiba FC             | 38  | 11 | 10 | 17 | 042:510 | −9    | 43     |
| 18. | Avaí FC (N)             | 38  | 10 | 13 | 15 | 029:480 | −19   | 43     |
| 19. | Ponte Preta             | 37  | 10 | 9  | 18 | 035:500 | −15   | 39     |
| 20. | Atlético Goianiense (N) | 37  | 9  | 8  | 20 | 037:550 | −18   | 35     |

| (M) | Meister des Vorjahres    |
| (N) | Aufsteiger des Vorjahres |

### Preisgelder
Nach Abschluss der Saison werden Preisgelder in vorher festgesetzter Höhe ausgeschüttet. Diese sind abhängig von der Platzierung und betragen insgesamt 63,774 Millionen Real. Dieses teilen sich auf die Plätze 1 bis 16 wie folgt auf:
01. R$ 18.069.300 – 28,33 %

02. R$ 11.373.030 – 17,83 %

03. R$ 07.759.170 – 12,17 %

04. R$ 05.633.379 – 08,83 %

05. R$ 04.092.165 – 06,42 %

06. R$ 02.763.540 – 04,33 %

07. R$ 02.391.535 – 03,75 %

08. R$ 02.072.655 – 03,25 %

09. R$ 01.806.930 – 02,83 %

10. R$ 01.594.350 – 02,50 %

11. R$ 01.381.770 – 02,17 %

12. R$ 01.222.335 – 01,92 %

13. R$ 01.062.900 – 01,67 %

14. R$ 00956.610 – 01,50 %

15. R$ 00850.320 – 01,33 %

16. R$ 00744.030 – 01,17 %

Die Absteiger erhalten keine Bonuszahlungen.

## Platzierungsverlauf
| Spieltag / Mannschaft | 1  | 2  | 3  | 4  | 5  | 6  | 7  | 8  | 9  | 10 | 11 | 12 | 13 | 14 | 15 | 16 | 17 | 18 | 19 | 20 | 21 | 22 | 23 | 24 | 25 | 26 | 27 | 28 | 29 | 30 | 31 | 32 | 33 | 34 | 35 | 36 | 37 | 38 |
| Spieltag / Mannschaft |    |    |    |    |    |    |    |    |    |    |    |    |    |    |    |    |    |    |    |    |    |    |    |    |    |    |    |    |    |    |    |    |    |    |    |    |    |    |
| --------------------- | -- | -- | -- | -- | -- | -- | -- | -- | -- | -- | -- | -- | -- | -- | -- | -- | -- | -- | -- | -- | -- | -- | -- | -- | -- | -- | -- | -- | -- | -- | -- | -- | -- | -- | -- | -- | -- | -- |
| Atl. Goianiense       | 17 | 20 | 20 | 20 | 18 | 19 | 16 | 19 | 19 | 20 | 20 | 20 | 20 | 20 | 20 | 20 | 20 | 20 | 20 | 20 | 20 | 20 | 20 | 20 | 20 | 20 | 20 | 20 | 20 | 20 | 20 | 20 | 20 | 20 | 20 | 20 | 20 | 20 |
| Atl. Mineiro          | 11 | 15 | 16 | 17 | 15 | 16 | 17 | 15 | 16 | 14 | 8  | 9  | 12 | 11 | 11 | 13 | 10 | 11 | 15 | 11 | 13 | 10 | 11 | 10 | 11 | 9  | 8  | 9  | 10 | 10 | 10 | 12 | 10 | 10 | 11 | 8  | 10 | 9  |
| Atl. Paranaense       | 18 | 19 | 19 | 19 | 19 | 20 | 20 | 18 | 13 | 12 | 14 | 14 | 14 | 15 | 16 | 16 | 14 | 10 | 8  | 6  | 7  | 8  | 9  | 8  | 8  | 8  | 10 | 11 | 9  | 9  | 9  | 11 | 13 | 12 | 13 | 11 | 13 | 11 |
| Avaí FC               | 12 | 17 | 18 | 14 | 17 | 17 | 19 | 20 | 20 | 19 | 19 | 18 | 19 | 17 | 18 | 17 | 18 | 18 | 19 | 18 | 19 | 18 | 14 | 13 | 15 | 18 | 18 | 18 | 19 | 16 | 18 | 19 | 19 | 19 | 19 | 19 | 18 | 18 |
| Bahía                 | 1  | 7  | 13 | 9  | 6  | 8  | 6  | 12 | 15 | 17 | 16 | 16 | 13 | 14 | 12 | 14 | 15 | 16 | 13 | 15 | 12 | 14 | 15 | 16 | 13 | 13 | 14 | 10 | 13 | 12 | 13 | 10 | 9  | 9  | 9  | 10 | 11 | 12 |
| Botafogo              | 16 | 13 | 8  | 7  | 9  | 12 | 13 | 7  | 4  | 7  | 10 | 11 | 9  | 6  | 7  | 7  | 7  | 8  | 11 | 8  | 10 | 7  | 7  | 7  | 6  | 6  | 6  | 6  | 7  | 6  | 6  | 6  | 5  | 6  | 6  | 7  | 8  | 10 |
| Chapecoense           | 8  | 4  | 1  | 1  | 5  | 4  | 4  | 5  | 10 | 13 | 15 | 15 | 16 | 13 | 15 | 11 | 13 | 15 | 16 | 17 | 15 | 17 | 18 | 14 | 10 | 12 | 13 | 16 | 12 | 11 | 12 | 14 | 14 | 13 | 10 | 12 | 9  | 8  |
| Corinthians           | 9  | 5  | 2  | 2  | 1  | 1  | 1  | 1  | 1  | 1  | 1  | 1  | 1  | 1  | 1  | 1  | 1  | 1  | 1  | 1  | 1  | 1  | 1  | 1  | 1  | 1  | 1  | 1  | 1  | 1  | 1  | 1  | 1  | 1  | 1  | 1  | 1  | 1  |
| Coritiba              | 4  | 9  | 5  | 4  | 3  | 3  | 3  | 3  | 5  | 9  | 9  | 12 | 10 | 12 | 13 | 15 | 17 | 14 | 10 | 12 | 14 | 15 | 16 | 18 | 19 | 19 | 19 | 19 | 18 | 19 | 16 | 15 | 15 | 15 | 14 | 15 | 16 | 17 |
| Cruzeiro              | 7  | 6  | 3  | 8  | 10 | 6  | 8  | 8  | 12 | 10 | 13 | 7  | 6  | 7  | 8  | 9  | 9  | 7  | 7  | 9  | 6  | 6  | 6  | 6  | 5  | 5  | 5  | 5  | 5  | 5  | 5  | 5  | 6  | 5  | 5  | 5  | 5  | 5  |
| Flamengo              | 10 | 3  | 10 | 12 | 14 | 15 | 11 | 11 | 8  | 3  | 3  | 2  | 4  | 4  | 4  | 4  | 5  | 5  | 5  | 7  | 5  | 5  | 5  | 5  | 7  | 7  | 7  | 7  | 6  | 7  | 7  | 7  | 7  | 7  | 7  | 6  | 6  | 6  |
| Fluminense            | 6  | 2  | 7  | 5  | 4  | 7  | 10 | 10 | 6  | 8  | 7  | 8  | 11 | 10 | 9  | 12 | 12 | 12 | 9  | 10 | 8  | 9  | 10 | 11 | 12 | 16 | 16 | 12 | 11 | 13 | 14 | 13 | 12 | 14 | 15 | 14 | 14 | 14 |
| Grêmio                | 5  | 1  | 4  | 3  | 2  | 2  | 2  | 2  | 2  | 2  | 2  | 3  | 2  | 2  | 2  | 2  | 2  | 2  | 2  | 2  | 2  | 2  | 2  | 2  | 3  | 3  | 3  | 2  | 2  | 4  | 4  | 3  | 2  | 2  | 2  | 2  | 3  | 4  |
| Palmeiras             | 2  | 8  | 14 | 13 | 16 | 13 | 15 | 13 | 9  | 4  | 4  | 5  | 7  | 5  | 6  | 5  | 4  | 4  | 4  | 4  | 4  | 4  | 4  | 4  | 4  | 4  | 4  | 4  | 3  | 2  | 2  | 4  | 4  | 3  | 3  | 3  | 2  | 2  |
| Ponte Preta           | 3  | 10 | 11 | 6  | 8  | 5  | 9  | 9  | 7  | 11 | 11 | 13 | 15 | 16 | 14 | 10 | 11 | 13 | 14 | 14 | 11 | 13 | 13 | 15 | 18 | 15 | 15 | 17 | 17 | 18 | 17 | 18 | 18 | 18 | 17 | 17 | 19 | 19 |
| Santos                | 14 | 12 | 15 | 16 | 12 | 10 | 5  | 4  | 3  | 5  | 5  | 4  | 3  | 3  | 3  | 3  | 3  | 3  | 3  | 3  | 3  | 3  | 3  | 3  | 2  | 2  | 2  | 3  | 4  | 3  | 3  | 2  | 3  | 4  | 4  | 4  | 4  | 3  |
| São Paulo             | 15 | 11 | 6  | 10 | 7  | 9  | 7  | 14 | 14 | 16 | 17 | 19 | 17 | 18 | 17 | 18 | 16 | 17 | 17 | 17 | 16 | 19 | 19 | 17 | 17 | 14 | 17 | 13 | 15 | 14 | 11 | 9  | 11 | 11 | 12 | 13 | 12 | 13 |
| Sport Recife          | 19 | 18 | 12 | 15 | 11 | 14 | 14 | 17 | 17 | 15 | 12 | 6  | 5  | 8  | 5  | 6  | 6  | 6  | 6  | 5  | 9  | 11 | 12 | 12 | 14 | 17 | 11 | 14 | 14 | 15 | 15 | 16 | 17 | 17 | 18 | 18 | 17 | 15 |
| Vasco                 | 20 | 14 | 9  | 11 | 13 | 11 | 12 | 6  | 11 | 6  | 6  | 10 | 8  | 9  | 10 | 8  | 8  | 9  | 12 | 16 | 16 | 12 | 8  | 9  | 9  | 10 | 9  | 8  | 8  | 8  | 8  | 8  | 8  | 8  | 8  | 9  | 7  | 7  |
| Vitória               | 13 | 16 | 17 | 18 | 20 | 18 | 18 | 16 | 18 | 18 | 18 | 17 | 18 | 19 | 19 | 19 | 19 | 19 | 18 | 19 | 18 | 16 | 17 | 18 | 16 | 11 | 12 | 15 | 16 | 17 | 19 | 17 | 16 | 16 | 16 | 16 | 15 | 16 |

## Torschützenliste
| Pl. | Nat.        | Spieler          | Klub             | Tore |
| --- | ----------- | ---------------- | ---------------- | ---- |
| 1   | Brasilianer | Jô               | SC Corinthians   | 18   |
| 1   | Brasilianer | Henrique Dourado | Fluminense FC    | 18   |
| 3   | Brasilianer | André            | Sport Recife     | 16   |
| 4   | Brasilianer | Lucca            | AA Ponte Preta   | 13   |
| 5   | Brasilianer | Edigar Junio     | EC Bahia         | 12   |
| 5   | Brasilianer | Fred             | Atlético Mineiro | 12   |
| 7   | Brasilianer | Thiago Neves     | Cruzeiro EC      | 11   |
| 7   | Brasilianer | Diego Souza      | Sport Recife     | 11   |
| 9   | Brasilianer | Diego            | CR Flamengo      | 10   |
| 9   | Brasilianer | Roger            | Botafogo FR      | 10   |
| 9   | Brasilianer | Santiago Tréllez | EC Vitória       | 10   |

### Hattrick
| Spieler         | Klub         | Gegner       | Ergebnis | erzielte Tore   | Spieltag | Quelle |
| --------------- | ------------ | ------------ | -------- | --------------- | -------- | ------ |
| André           | Sport Recife | Grêmio FBPA  | 4:3      | 34′, 74′, 84′   | 3.       | [ 7 ]  |
| Everton         | Grêmio FBPA  | Chapecoense  | 6:3      | 60′, 61′, 81′   | 5.       | [ 8 ]  |
| Paolo Guerrero  | Flamengo     | Chapecoense  | 5:1      | 19′, 75′, 82′   | 9.       | [ 9 ]  |
| Jonathan Copete | FC Santos    | FC São Paulo | 3:2      | 44′, 53′, 67′   | 12.      | [ 10 ] |
| Bruno Henrique  | FC Santos    | EC Bahia     | 3:0      | 29′, 45+1′, 76′ | 16.      | [ 11 ] |

|  | Alle Tore in einer Halbzeit, lupenreiner Hattrick |

## Vorlagengeberliste
| Pl. | Nat.         | Spieler         | Verein           | Vorlagen | Tore | Spiele |
| --- | ------------ | --------------- | ---------------- | -------- | ---- | ------ |
| 1   | Brasilianer  | Bruno           | FC Santos        | 11       | 8    | 28     |
| 2   | Brasilianer  | Gustavo Scarpa  | Fluminense FC    | 11       | 2    | 38     |
| 3   | Brasilianer  | Rodrigo Pimpão  | Botafogo FR      | 9        | 2    | 32     |
| 4   | Brasilianer  | Reinaldo        | Atlético Mineiro | 8        | 5    | 34     |
| 5   | Ecuadorianer | Juan Cazares    | Atlético Mineiro | 8        | 3    | 30     |
| 6   | Brasilianer  | Thiago Carleto  | Coritiba FC      | 8        | 2    | 21     |
| 7   | Brasilianer  | Thiago Neves    | Cruzeiro EC      | 7        | 10   | 33     |
| 8   | Peruaner     | Christian Cueva | FC São Paulo     | 7        | 3    | 28     |
| 9   | Brasilianer  | Agustín Allione | EC Bahia         | 7        | 0    | 26     |
| 10  | Brasilianer  | Keno            | SE Palmeiras     | 6        | 8    | 33     |

## Die Meistermannschaft
| 7. | Corinthians São Paulo |
|    | - Tor: Cássio Ramos (35/0), Caíque (3/0), Walter (1/0), Matheus Vidotto (0/0), Filipe (0/0) - Abwehr: Fabián Balbuena (32/4), Fagner (31/0), Guilherme Arana (32/2), Léo Príncipe (5/0), Léo Santos (2/0), Guilherme Mantuan (1/0), Moisés (4/0), Pablo Castro (24/0), Pedro Henrique (22/1) - Mittelfeld: Guilherme Camacho (27/0), Danilo (2/0), Fellipe Bastos (7/0), Gabriel Girotto (33/1), Giovanni Augusto (11/1), Jádson (29/6), Marciel (3/0), Marquinhos Gabriel (25/3), Maycon (36/1), Paulo Roberto (8/0), Rodrigo Figueiredo (2/0), Rodriguinho Marinho (2/0), Warian Ameixa (0/0) - Angriff: Carlinhos (1/0), Clayson Vieira (29/4), Jô (34/18), Kâzım-Kâzım (14/1), Pedrinho (12/0), Ángel Romero (30/3) |

## Auszeichnungen

### Bola de Ouro und Bola de Prata
Am Ende der Saison erhielt Jô den Bola de Ouro der Sportzeitschrift Placar als bester Spieler der Meisterschaft. Placar ehrte auch seine Mannschaft des Jahres mit dem Bola de Prata. Dieses waren:
- Tor: Vanderlei (Santos)
- Abwehr: Fagner (Corinthians), Pedro Geromel (Grêmio), Fabián Balbuena (Corinthians), Thiago Carleto (Coritiba)
- Mittelfeld: Hernanes (São Paulo), Michel (Grêmio), Thiago Neves (Cruzeiro)
- Angriff: Luan Vieira (Grêmio), Jô (Corinthians), Dudu (Palmeiras)
- Schönstes Tor: Rómulo Otero (Atlético Mineiro)
- Trainer: Fábio Carille (Corinthians)

Als Beste Fußballerin der Damen wurde Florencia Soledad Jaimes vom FC Santos ausgezeichnet.
Ein Ehrenpreis ging an den Klub Nationalmannschaft von der WM 1982.

### Prêmio Craque do Brasileirão
Die Preise des Prêmio Craque do Brasileirão vom nationalen Verband CBF und dem Fernsehsender Rede Globo gingen an:
- Bester Spieler: Jô (Corinthians)
- Tor: Vanderlei (Santos)
- Abwehr: Fagner (Corinthians), Pedro Geromel (Grêmio), Fabián Balbuena (Corinthians), Guilherme Arana (Corinthians)
- Mittelfeld: Bruno Silva (Botafogo), Arthur (Grêmio), Hernanes (São Paulo), Thiago Neves (Cruzeiro)
- Angriff: Henrique Dourado (Fluminense), Jô (Corinthians)
- Schönstes Tor: Rómulo Otero (Atlético Mineiro)
- Torschützenkönig: Henrique Dourado (Fluminense), Jô (Corinthians) (18 Tore)
- Wahl der Fans:  Hernanes (São Paulo)
- Entdeckung des Jahres: Arthur (Grêmio)
- Bester Trainer: Fábio Carille (Corinthians)
- Bester neuer Trainer: Fábio Carille (Corinthians)
- Bester Schiedsrichter: Raphael Claus

## Stadien, Ausrüster, Sponsor
| Name                 | Ort            | Staat             | Stadion                 | Kapazität | Meistertitel                                                    | Ausrüster    | Trikotsponsor  |
| -------------------- | -------------- | ----------------- | ----------------------- | --------- | --------------------------------------------------------------- | ------------ | -------------- |
| Atlético Goianiense  | Goiânia        | Goiás             | Accioly                 | 10.000    | 0                                                               | Super Bolla  | Caixa          |
| Atlético Mineiro     | Belo Horizonte | Minas Gerais      | Mineirão                | 62.160    | 1 (1971)                                                        | Topper       | Caixa          |
| Athletico Paranaense | Curitiba       | Paraná            | Arena da Baixada        | 41.456    | 1 (2001)                                                        | Umbro        | Caixa          |
| Avaí                 | Florianópolis  | Santa Catarina    | Ressacada               | 15.000    | 0                                                               | Umbro        | Caixa          |
| Bahia                | Salvador       | Bahia             | Fonte Nova              | 48.747    | 2 (1959, 1988)                                                  | Umbro        | Caixa          |
| Botafogo             | Rio de Janeiro | Rio de Janeiro    | Olímpico João Havelange | 46.931    | 2 (1968, 1995)                                                  | Topper       | Caixa          |
| Chapecoense          | Chapecó        | Santa Catarina    | Arena Condá             | 22.600    | 0                                                               | Umbro        | Caixa          |
| Corinthians          | São Paulo      | São Paulo         | Arena Corinthians       | 48.000    | 6 (1990, 1998, 1999, 2005, 2011, 2015)                          | Nike         | Caixa          |
| Coritiba             | Curitiba       | Paraná            | Couto Pereira           | 40.130    | 1 (1985)                                                        | Adidas       | Caixa          |
| Cruzeiro             | Belo Horizonte | Minas Gerais      | Mineirão                | 62.160    | 4 (1966, 2003, 2013, 2014)                                      | Umbro        | Caixa          |
| Flamengo             | Rio de Janeiro | Rio de Janeiro    | Maracanã                | 78.838    | 5 (1980, 1982, 1983, 1992, 2009)                                | Adidas       | Caixa          |
| Fluminense           | Rio de Janeiro | Rio de Janeiro    | Maracanã                | 78.838    | 4 (1970, 1984, 2010, 2012)                                      | Under Armour | Caixa          |
| Grêmio               | Porto Alegre   | Rio Grande do Sul | Arena do Grêmio         | 60.540    | 2 (1981, 1996)                                                  | Umbro        | Banrisul       |
| Palmeiras            | São Paulo      | São Paulo         | Allianz Parque          | 43.713    | 9 (1960, 1967 RGP, 1967 TB, 1969, 1972, 1973, 1993, 1994, 2016) | Adidas       | Crefisa        |
| Ponte Preta          | Campinas       | São Paulo         | Moisés Lucarelli        | 19.722    | 0                                                               | Adidas       | Caixa          |
| Santos               | Santos         | São Paulo         | Vila Belmiro            | 21.256    | 8 (1961, 1962, 1963, 1964, 1965, 1968, 2002, 2004)              | Kappa        | Caixa          |
| São Paulo            | São Paulo      | São Paulo         | Morumbi                 | 67.052    | 6 (1977, 1986, 1991, 2006, 2007, 2008)                          | Under Armour | Prevent Senior |
| Sport Recife         | Recife         | Pernambuco        | Ilha do Retiro          | 30.520    | 1 (1987)                                                        | Adidas       | Caixa          |
| Vasco da Gama        | Rio de Janeiro | Rio de Janeiro    | São Januário            | 35.000    | 4 (1974, 1989, 1997, 2000)                                      | Umbro        | Caixa          |
| Vitória              | Salvador       | Bahia             | Barradas                | 35.632    | 0                                                               | Puma         | Caixa          |

## Trainerwechsel
| Klub                 | Gegangener Trainer     | Datum         | Spieltag | Position | Quelle | Neuer Trainer                                  | Datum                     | Quelle        |
| -------------------- | ---------------------- | ------------- | -------- | -------- | ------ | ---------------------------------------------- | ------------------------- | ------------- |
| Athletico Paranaense | Paulo Autuori          | 23. Mai       | 2        | 19.      | [ 14 ] | Eduardo Baptista                               | 23. Mai                   | [ 15 ]        |
| Sport Recife         | Ney Franco             | 25. Mai       | 2        | 18.      | [ 16 ] | Vanderlei Luxemburgo                           | 30. Mai                   | [ 17 ]        |
| EC Bahia             | Guto Ferreira          | 30. Mai       | 3        | 13.      | [ 18 ] | Jorginho                                       | 31. Mai                   | [ 19 ]        |
| EC Vitória           | Dejan Petković         | 3. Juni       | 4        | 17.      | [ 20 ] | Alexandre Gallo                                | 3. Juni                   | [ 21 ]        |
| FC Santos            | Dorival Guidoni Júnior | 4. Juni       | 4        | 16.      | [ 22 ] | Levir Culpi                                    | 6. Juni                   | [ 23 ]        |
| Atlético Goianiense  | Marcelo Cabo           | 5. Juni       | 4        | 20.      | [ 24 ] | Dorival Guidoni Júnior                         | 7. Juni                   | [ 25 ]        |
| FC São Paulo         | Rogério Ceni           | 3. Juli       | 11       | 17.      | [ 26 ] | Dorival Júnior                                 | 5. Juli                   | [ 27 ]        |
| Chapecoense          | Vagner Mancini         | 4. Juli       | 11       | 15.      | [ 28 ] | Vinícius Eutrópio                              | 6. Juli                   | [ 29 ]        |
| Athletico Paranaense | Eduardo Baptista       | 10. Juli      | 12       | 14.      | [ 30 ] | Fabiano Soares Pessoa                          | 11. Juli                  | [ 31 ]        |
| Coritiba FC          | Pachequinho            | 19. Juli      | 15       | 13.      | [ 32 ] | Marcelo Oliveira                               | 20. Juli                  | [ 33 ]        |
| Atlético Mineiro     | Roger Machado Marques  | 20. Juli      | 15       | 11.      | [ 34 ] | Rogério Micale                                 | 21. Juli                  | [ 35 ]        |
| EC Vitória           | Alexandre Gallo        | 21. Juli      | 15       | 19.      | [ 36 ] | Vagner Mancini                                 | 25. Juli                  | [ 37 ]        |
| Atlético Goianiense  | Dorival Guidoni Júnior | 21. Juli      | 15       | 20.      | [ 38 ] | João Paulo Sanches (Interim)                   | 21. Juli                  | [ 39 ]        |
| EC Bahia             | Jorginho               | 23. Juli      | 17       | 15.      | [ 40 ] | Preto Casagrande                               | 30. August                | [ 41 ] [ 42 ] |
| CR Flamengo          | Zé Ricardo             | 6. August     | 19       | 5.       | [ 43 ] | Reinaldo Rueda                                 | 13. August                | [ 44 ]        |
| CR Vasco da Gama     | Milton Mendes          | 21. August    | 21       | 16.      | [ 45 ] | Zé Ricardo                                     | 23. August                | [ 46 ]        |
| Chapecoense          | Vinícius Eutrópio      | 11. September | 23       | 18.      | [ 47 ] | Emerson Cris Hartkopp (Interim), Gilson Kleina | 11. September 16. Oktober | [ 48 ] [ 49 ] |
| Ponte Preta          | Gilson Kleina          | 17. September | 24       | 16.      | [ 50 ] | Eduardo Baptista                               | 20. September             | [ 51 ]        |
| Atlético Mineiro     | Rogério Micale         | 24. September | 25       | 11.      | [ 52 ] | Oswaldo de Oliveira                            | 26. September             | [ 53 ]        |
| EC Bahia             | Preto Casagrande       | 3. Oktober    | 26       | 13.      | [ 54 ] | Paulo César Carpegiani                         | 26. September             | [ 55 ]        |
| SE Palmeiras         | Cuca                   | 13. Oktober   | 27       | 4.       | [ 56 ] | Alberto Valentim do Carmo Neto (Interim)       | 14. Oktober               | [ 57 ]        |
| Sport Recife         | Vanderlei Luxemburgo   | 27. Oktober   | 30       | 15.      | [ 58 ] | Daniel Paulista                                | 27. Oktober               | [ 59 ]        |
| FC Santos            | Levir Culpi            | 28. Oktober   | 31       | 3.       | [ 60 ] | Elano                                          | 30. Oktober               | [ 61 ]        |

## Zuschauer
Stand Saisonende

### Zuschauer per Klub-Heimspiel
Gewertet wurden nur die Eintritt zahlenden Zuschauer, sowie der Klub als Ausrichter.
| Pl. | Klub                 | Durchsch. | Gesamt  | Spieltage | Meisten | Wenigsten |
| --- | -------------------- | --------- | ------- | --------- | ------- | --------- |
| 1   | Corinthians          | 40.007    | 760.142 | 19        | 46.090  | 30.465    |
| 2   | São Paulo FC         | 35.228    | 669.328 | 19        | 61.142  | 12.427    |
| 3   | Palmeiras            | 29.660    | 563.532 | 19        | 39.091  | 17.778    |
| 4   | Bahia                | 21.541    | 409.284 | 19        | 35.437  | 8.127     |
| 5   | Grêmio FBPA          | 19.728    | 374.840 | 19        | 50.116  | 6.783     |
| 6   | Vasco                | 15.031    | 240.501 | 16        | 27.424  | 4.306     |
| 7   | Coritiba FC          | 14.628    | 277.937 | 19        | 38.059  | 6.470     |
| 8   | Cruzeiro EC          | 14.530    | 276.071 | 19        | 39.699  | 6.444     |
| 9   | Flamengo             | 14.491    | 275.323 | 19        | 42.575  | 5.910     |
| 10  | Fluminense           | 14.432    | 274.202 | 19        | 33.112  | 4.757     |
| 11  | Athletico Paranaense | 13.732    | 260.911 | 19        | 19.923  | 5.864     |
| 12  | Sport Recife         | 13.339    | 253.444 | 19        | 37.430  | 2.676     |
| 13  | Atlético Mineiro     | 13.295    | 252.604 | 19        | 45.203  | 6.624     |
| 14  | Santos               | 11.585    | 220.116 | 19        | 32.524  | 4.206     |
| 15  | Vitória              | 10.911    | 207.318 | 19        | 29.008  | 5.247     |
| 16  | Botafogo FR          | 10.164    | 193.679 | 19        | 20.396  | 4.669     |
| 17  | Chapecoense          | 9.648     | 183.313 | 19        | 15.084  | 2.871     |
| 18  | Avaí FC              | 7.568     | 143.793 | 19        | 13.066  | 4.412     |
| 19  | Ponte Preta          | 6.084     | 115.593 | 19        | 12.664  | 2.830     |
| 20  | Atlético Goianiense  | 5.047     | 95.885  | 19        | 15.439  | 338       |

### Die 10 meistbesuchten Spiele
| Pl. | Anzahl | Heim             | Ergebnis | Gast             | Stadion           | Datum         | Spieltag | Quelle |
| --- | ------ | ---------------- | -------- | ---------------- | ----------------- | ------------- | -------- | ------ |
| 1   | 61.142 | FC São Paulo     | 1:1      | SC Corinthians   | Morumbi           | 24. September | 25.      | [ 63 ] |
| 2   | 60.485 | FC São Paulo     | 1:1      | EC Bahia         | Morumbi           | 3. Dezember   | 38.      | [ 64 ] |
| 3   | 56.062 | FC São Paulo     | 3:2      | Cruzeiro EC      | Morumbi           | 13. August    | 20.      | [ 65 ] |
| 4   | 53.635 | FC São Paulo     | 1:2      | Coritiba FC      | Morumbi           | 3. August     | 18.      | [ 66 ] |
| 5   | 51.511 | FC São Paulo     | 1:1      | Grêmio FBPA      | Morumbi           | 24. Juli      | 16.      | [ 67 ] |
| 6   | 50.116 | Grêmio FBPA      | 0:1      | SC Corinthians   | Arena do Grêmio   | 25. Juni      | 10.      | [ 68 ] |
| 7   | 46.090 | SC Corinthians   | 3:2      | SE Palmeiras     | Arena Corinthians | 5. November   | 32.      | [ 69 ] |
| 8   | 46.030 | SC Corinthians   | 2:2      | Atlético Mineiro | Arena Corinthians | 26. November  | 37.      | [ 70 ] |
| 9   | 45.775 | SC Corinthians   | 3:1      | Fluminense FC    | Arena Corinthians | 15. November  | 35.      | [ 71 ] |
| 10  | 45.203 | Atlético Mineiro | 0:2      | SC Corinthians   | Mineirão          | 2. August     | 18.      | [ 72 ] |

### 10 wenigsten besuchten Spiele
| Pl. | Anzahl | Heim                | Ergebnis | Gast           | Stadion        | Datum         | Spieltag | Quelle |
| --- | ------ | ------------------- | -------- | -------------- | -------------- | ------------- | -------- | ------ |
| 1   | 338    | Atlético Goianiense | 2:0      | Sport Recife   | Olímpico       | 12. November  | 34.      | [ 73 ] |
| 2   | 1.035  | Atlético Goianiense | 1:0      | Coritiba FC    | Olímpico       | 12. August    | 20.      | [ 74 ] |
| 3   | 1.243  | Atlético Goianiense | 1:1      | Chapecoense    | Olímpico       | 19. November  | 36.      | [ 75 ] |
| 4   | 1.661  | Atlético Goianiense | 3:1      | Avaí FC        | Olímpico       | 14. Juni      | 7.       | [ 76 ] |
| 5   | 1.738  | Atlético Goianiense | 1:2      | EC Vitória     | Olímpico       | 8. Juli       | 12.      | [ 77 ] |
| 6   | 1.818  | Atlético Goianiense | 3:0      | AA Ponte Preta | Olímpico       | 8. Juni       | 5.       | [ 78 ] |
| 7   | 1.844  | Atlético Goianiense | 1:1      | Fluminense FC  | Olímpico       | 3. Dezember   | 38.      | [ 79 ] |
| 8   | 2.676  | Sport Recife        | 4:3      | Grêmio FBPA    | Ilha do Retiro | 28. Mai       | 3.       | [ 80 ] |
| 9   | 2.830  | AA Ponte Preta      | 4:0      | Sport Recife   | Majestoso      | 14. Mai       | 1.       | [ 81 ] |
| 10  | 2.846  | Atlético Goianiense | 1:1      | EC Bahia       | Olímpico       | 11. September | 23.      | [ 82 ] |